# Fame (Jake La Furia)
| Recensione | Giudizio |
| ---------- | -------- |
| Newsic     | 7/10     |
| Ondarock   | 5/10     |

Fame è il quarto album in studio del rapper italiano Jake La Furia, pubblicato il 31 gennaio 2025 dalla Epic.

## Descrizione
Fame è stato pubblicato a tre anni di distanza dal precedente album di inediti dell'artista, Ferro del mestiere, e a un anno dall'album omonimo di reunion dei Club Dogo, di cui è membro. Prodotto interamente da The Night Skinny, l'album deve il proprio titolo alla prima tag utilizzata da Jake La Furia come writer e come rapper, e rappresenta un recupero delle sonorità boom bap tipiche dei primi album dei Club Dogo, come raccontato dallo stesso artista a Rockol:
[...]
A me sembra che da dieci anni a questa parte si stia sentendo sempre la stessa musica. Talvolta cambiano i protagonisti, ma non il sound. La perdita del flow, del contenuto, del suono ha portato il rap a omologarsi. E quindi ho deciso di tornare indietro per differenziarmi.»
I temi del disco includono il confronto con la propria famiglia (Generazioni), la lotta per i diritti sociali (Danza della pioggia), e un tributo a Diego Armando Maradona (Diego Armando). Il brano L'ultimo giorno del mondo, con Guè e Rkomi, contiene un campionamento di Rhythm Is a Dancer degli Snap!, oltreché un'interpolazione di Cronache di resistenza (Hard to Do), brano tratto dall'album d'esordio dei Club Dogo, Mi fist (2003).

## Promozione
La copertina e la tracklist dell'album sono state annunciate il 15 gennaio 2025.

## Tracce
Testi di Francesco Vigorelli, eccetto dove indicato, musiche di Luca Pace.
1. Back like Cooked Crack – 2:08
2. Diego Armando – 2:32
3. Ambition – 3:19
4. Money on My Mind (feat. Artie 5ive e Rose Villain) – 2:53 (testo: Francesco Vigorelli, Ivan Arturo Barioli e Rosa Luini)
5. Viagra (feat. Kid Yugi) – 2:23 (testo: Francesco Vigorelli, Francesco Stasi)
6. 64 No Brand – 3:10
7. Cucchiaino (feat. Nerissima Serpe) – 2:39 (testo: Francesco Vigorelli, Matteo Di Falco)
8. Milano Bloody Money (feat. Ernia) – 2:27 (testo: Francesco Vigorelli, Matteo Professione)
9. Cocco24 (feat. Noyz Narcos, Papa V e Tony Boy) – 2:57 (testo: Francesco Vigorelli, Emanuele Frasca, Lorenzo Vinciguerra, Antonio Hueber)
10. Con uno sguardo (feat. Tony Boy) – 2:31 (testo: Francesco Vigorelli, Antonio Hueber)
11. Andiamo al mare (feat. Anice) – 2:20 (testo: Francesco Vigorelli, Anna Daprelà)
12. L'ultimo giorno del mondo (feat. Guè e Rkomi) – 2:32 (testo: Francesco Vigorelli, Cosimo Fini, Mirko Martorana)
13. Generazioni (feat. Bresh) – 2:44 (testo: Francesco Vigorelli, Andrea Brasi)
14. Danza della pioggia (feat. Alborosie) – 3:14 (testo: Francesco Vigorelli, Alberto D'Ascola)

## Classifiche
| Classifica (2025) | Posizione massima |
| ----------------- | ----------------- |
| Italia            | 3                 |
| Svizzera          | 17                |